# Támesis
Támesis – miasto w Kolumbii, w departamencie Antioquia.